# Sticky Fingers
Sticky Fingers je album The Rolling Stonesa izdan u travnju 1971. godine. Album je njihovo prvo izdanje za izdavačku kuću Rolling Stones Records.  Časopis Rolling Stone ga je uvrstio na 63. mjesto 500 najvećih albuma svih vremena.

## Popis pjesama
1. "Brown Sugar" – 3:50
2. "Sway" – 3:52
3. "Wild Horses" – 5:44
4. "Can't You Hear Me Knocking" – 7:15
5. "You Gotta Move" – 2:34
6. "Bitch" – 3:37
7. "I Got the Blues" – 3:54
8. "Sister Morphine" – 5:34
9. "Dead Flowers" – 4:05
10. "Moonlight Mile" – 5:56

## Singlovi
- Brown Sugar
- Bitch
- Wild Horses

## Izvođači
- Mick Jagger - pjevač, gitara
- Keith Richards - gitara, pjevač
- Mick Taylor - gitara
- Charlie Watts - bubnjevi
- Bill Wyman - bas-gitara, pianino

### Gosti na materijalu
- Ian Stewart – pianino
- Nicky Hopkins – pianino
- Bobby Keys – saksofon
- Pete Townshend - vokal
- Ronnie Lane - vokal
- Billy Nicholls - vokal
- Jim Price – truba, pianino
- Billy Preston – orgulje
- Jim Dickinson – pianino
- Rocky Dijon – konge
- Jack Nitzsche – pianino
- Ry Cooder – slajd gitara
- Jimmy Miller – udaraljke
- Paul Buckmaster – žičani aranžmani

## Top ljestvice

### Album
| Godina | Ljestvica                                       | Pozicija |
| ------ | ----------------------------------------------- | -------- |
| 1971.  | UK Top 50 Albumi                                | #1       |
| 1971.  | Billboard Pop Albumi                            | #1       |
| 1971.  | Australian Kent Music Report - Ljestvica albuma | #1       |

### Singlovi
| Godina | Singl                                   | Ljestvica             | Pozicija |
| ------ | --------------------------------------- | --------------------- | -------- |
| 1971.  | "Brown Sugar" / "Bitch" & "Let It Rock" | UK Top 50 Singlova    | #2       |
| 1971.  | "Brown Sugar"                           | The Billboard Hot 100 | #1       |
| 1971.  | "Wild Horses"                           | The Billboard Hot 100 | #28      |

## Vanjske poveznice
- allmusic.com - Sticky Fingers